# Гімпеценій-Ной
Гімпеценій-Ной (рум. Ghimpețenii Noi) — село у повіті Олт в Румунії. Входить до складу комуни Гімпецень.
Село розташоване на відстані 104 км на захід від Бухареста, 36 км на південний схід від Слатіни, 77 км на схід від Крайови.

## Населення
За даними перепису населення 2002 року у селі проживали 553 особи, усі — румуни. Усі жителі села рідною мовою назвали румунську.